# Liste der denkmalgeschützten Objekte in Passail
Die Liste der denkmalgeschützten Objekte in Passail enthält die 17 denkmalgeschützten, unbeweglichen Objekte der österreichischen Gemeinde Passail im steirischen Bezirk Weiz.

## Denkmäler
| Foto  |                 | Denkmal | Standort                                        | Beschreibung | Metadaten |
| ----- | --------------- | --- | ----------------------------------------------- | --- | --- |
| ja    | Datei hochladen | Figurenbildstock hl. Johannes Nepomuk und Brunnen HERIS-ID: 84348 Objekt-ID: 98439                                              | bei Arzberg 1 Standort KG: Arzberg              | Die Steinfigur des Johannes Nepomuk wurde von Veit Königer um 1780/90 geschaffen. | BDA-Hist.: Q38182643 Status: § 2a Stand der BDA-Liste: 2025-06-30 Name: Figurenbildstock hl. Johannes Nepomuk und Brunnen GstNr.: 2/2                                                                           |
| ja    | Datei hochladen | Pfarrhof HERIS-ID: 84349 Objekt-ID: 98441                                                                                       | Arzberg 2 Standort KG: Arzberg                  | Der Pfarrhof, bezeichnet mit 1789, wurde von Matthias Reichel erbaut. | BDA-Hist.: Q38182654 Status: § 2a Stand der BDA-Liste: 2025-06-30 Name: Pfarrhof GstNr.: .12/1 |
| ja    | Datei hochladen | Ehem. Meierhof HERIS-ID: 84371 Objekt-ID: 98464                                                                                 | Arzberg 16 Standort KG: Arzberg                 | | BDA-Hist.: Q38182744 Status: § 2a Stand der BDA-Liste: 2025-06-30 Name: Ehem. Meierhof GstNr.: .118 |
| ja    | Datei hochladen | Ehem. Herrenhaus HERIS-ID: 44834 Objekt-ID: 45702                                                                               | Arzberg 19 Standort KG: Arzberg                 | Das ehemalige Herrenhaus ist mit 1763 bezeichnet. | BDA-Hist.: Q38011135 Status: Bescheid Stand der BDA-Liste: 2025-06-30 Name: Ehem. Herrenhaus GstNr.: .121/1 |
| ja BW | Datei hochladen | Kath. Pfarrkirche hl. Jakobus der Ältere und ehem. Friedhof mit Ummauerung und Initienkapellen HERIS-ID: 84346 Objekt-ID: 98437 | Standort KG: Arzberg                            | Unter Kaiser Joseph II. wurde eine baufällige ältere Kirche abgerissen und von 1786 bis 1789 durch einen Neubau von Matthias Reichel ersetzt. Die einfache Saalkirche mit schmuckloser Westfassade ist von der alten Friedhofsmauer mit Initienkapellen umgeben. | BDA-Hist.: Q38182632 Status: § 2a Stand der BDA-Liste: 2025-06-30 Name: Kath. Pfarrkirche hl. Jakobus der Ältere und ehem. Friedhof mit Ummauerung und Initienkapellen GstNr.: .12/2, 1 Jakobuskirche (Arzberg) |
| ja    | Datei hochladen | Pulverturm HERIS-ID: 63668 Objekt-ID: 76354                                                                                     | Arzberg 34, südlich Standort KG: Arzberg        | | BDA-Hist.: Q38104010 Status: Bescheid Stand der BDA-Liste: 2025-06-30 Name: Pulverturm GstNr.: .139/2 |
| ja    | Datei hochladen | Hechtl-Turm HERIS-ID: 37222 Objekt-ID: 36304                                                                                    | bei Haufenreith 57 Standort KG: Haufenreith     | Der Hechtl-Turm wurde 1383 erstmals als „siz saher“ genannt. Er wurde auf einem künstlich aufgeschütteten Hügel in sumpfiger Umgebung (saher = Sumpfgras) als Turmhügelanlage errichtet. Der einfache Wohnturm besteht aus Bruchsteinmauerwerk. Der zum Wehrturm gehörige Gutshof ist der heutige „Moarhechtlhof“ (Großhechtlhof). | BDA-Hist.: Q37974427 Status: Bescheid Stand der BDA-Liste: 2025-06-30 Name: Hechtl-Turm GstNr.: .82, 381 |
| BW    | Datei hochladen | Anlage Kalkhochöfen Wenger Weizklamm HERIS-ID: 246543seit 2023                                                                  | Haufenreith 61 Standort KG: Haufenreith         | | BDA-Hist.: Q119231444 Status: Bescheid Stand der BDA-Liste: 2025-06-30 Name: Anlage Kalkhochöfen Wenger Weizklamm GstNr.: 856, .86/1, 857/4, 871/4                                                              |
| ja    | Datei hochladen | Straßenbrücke HERIS-ID: 85082 Objekt-ID: 99266                                                                                  | Raabgrabenweg Standort KG: Hohenau              | | BDA-Hist.: Q38184554 Status: § 2a Stand der BDA-Liste: 2025-06-30 Name: Straßenbrücke GstNr.: 1643, 1597/4, 1597/6                                                                                              |
| ja    | Datei hochladen | Bauernhaus Kernbichler HERIS-ID: 85376 Objekt-ID: 99574seit 2014                                                                | Kernbichlerweg 1 Standort KG: Passail           | | BDA-Hist.: Q38185089 Status: Bescheid Stand der BDA-Liste: 2025-06-30 Name: Bauernhaus Kernbichler GstNr.: 924/2                                                                                                |
| ja    | Datei hochladen | Pfarrhof HERIS-ID: 51725 Objekt-ID: 57467                                                                                       | Kirchengasse 1 Standort KG: Passail             | Der Pfarrhof zeigt einen römischen Inschriftenstein aus dem 1. Jahrhundert und einen Grabstein aus dem Jahre 1508. | BDA-Hist.: Q38047144 Status: § 2a Stand der BDA-Liste: 2025-06-30 Name: Pfarrhof GstNr.: .85 |
| ja    | Datei hochladen | Rathaus HERIS-ID: 85357 Objekt-ID: 99555                                                                                        | Markt 1 Standort KG: Passail                    | | BDA-Hist.: Q38185065 Status: § 2a Stand der BDA-Liste: 2025-06-30 Name: Rathaus GstNr.: .51/1 Passailer Rathaus                                                                                                 |
| ja    | Datei hochladen | Mariensäule HERIS-ID: 85354 Objekt-ID: 99552                                                                                    | gegenüber Markt 19 Standort KG: Passail         | Die Mariensäule auf dem Marktplatz stammt aus der Mitte des 18. Jahrhunderts und wurde 1959 restauriert. | BDA-Hist.: Q38185055 Status: § 2a Stand der BDA-Liste: 2025-06-30 Name: Mariensäule GstNr.: 1332/4 Mariensäule (Passail)                                                                                        |
| ja    | Datei hochladen | Sog. Nagelschmiede (Altes Hofhaus / Öffentliche Bücherei) HERIS-ID: 83953 Objekt-ID: 98013                                      | Untergasse 1 Standort KG: Passail               | Die sogenannte Nagelschmiede ist ein ehemaliges Armenhaus aus dem 17. Jahrhundert. Das Gebäude ist zweigeschoßig, Reste einer Inschrift an der Giebelseite. Seit 1980 Gemeindebibliothek. | BDA-Hist.: Q2055842 Status: § 2a Stand der BDA-Liste: 2025-06-30 Name: Sog. Nagelschmiede (Altes Hofhaus/ Öffentliche Bücherei) GstNr.: .35 Passailer Hofhaus                                                   |
| ja    | Datei hochladen | Nepomuk-Kapelle HERIS-ID: 85372 Objekt-ID: 99570                                                                                | bei Untergasse 17 Standort KG: Passail          | | BDA-Hist.: Q38185079 Status: § 2a Stand der BDA-Liste: 2025-06-30 Name: Nepomuk-Kapelle GstNr.: 1332/2 |
| ja    | Datei hochladen | Kath. Pfarrkirche hl. Veit und ehem. Friedhof mit Ummauerung und Kapellen HERIS-ID: 51724 Objekt-ID: 57466                      | Standort KG: Passail                            | Die Kirche wurde in der zweiten Hälfte des 17. Jahrhunderts errichtet, geht aber auf eine gotische Kirche aus dem 13. Jahrhundert zurück. Der zweijochige Chor ist kreuzgratgewölbt, ebenso wie das dreijochige Langhaus. Im Norden ist eine Sakristei angebaut, das Schulterportal mit eisenbeschlagener Tür dorthin sind ein Rest der mittelalterlichen Kirche. Der vorgestellte quadratische Turm wurde 1837 erhöht. Die Fresken im Chor sowie das Hochaltarbild stammen aus dem vierten Viertel des 18. Jahrhunderts von Josef Adam Mölck. | BDA-Hist.: Q2512169 Status: § 2a Stand der BDA-Liste: 2025-06-30 Name: Kath. Pfarrkirche hl. Veit und ehem. Friedhof mit Ummauerung und Kapellen GstNr.: .86/1, 708 Veitskirche (Passail)                       |
| ja    | Datei hochladen | Kath. Filialkirche hl. Anna am Lindenberg HERIS-ID: 85369 Objekt-ID: 99567                                                      | Lindenbergweg 44, westlich Standort KG: Passail | Die spätgotische Kirche wurde 1501 erbaut, an das dreijochige Langhaus schließt ein gleichbreiter Chor mit 3/8-Schluss an, dessen Netzrippengewölbe in polygonale Dienste übergeht. Zur Orgelempore führt eine gotische Wendeltreppe. Der Sakristeianbau stammt aus dem Jahr 1648, der Dachreiter aus dem 19. Jahrhundert. | BDA-Hist.: Q564237 Status: § 2a Stand der BDA-Liste: 2025-06-30 Name: Kath. Filialkirche hl. Anna am Lindenberg GstNr.: .102 Annakirche (Passail)                                                               |